# كيلي غروبر
كيلي غروبر (بالإنجليزية: Kelly Gruber)‏ هو لاعب كرة قاعدة أمريكي، ولد في 26 فبراير 1962 في هيوستن في الولايات المتحدة.

## وصلات خارجية
- كيلي غروبر على موقع دوري كرة القاعدة الرئيسي (الإنجليزية)
- كيلي غروبر على موقعبيزبول رفرنس.كوم (الدوري الرئيسي) (الإنجليزية)
- كيلي غروبر على موقعبيزبول رفرنس.كوم (الدوري الثانوي) (الإنجليزية)
- كيلي غروبر على موقع إي إس بي إن.كوم (أم.أل.بي) (الإنجليزية)
- كيلي غروبر على موقع مشجعي الرسوم البيانية (الإنجليزية)